# Fíachu Findoilches
Fíachu Findoilches, fils de Fínnachta, est selon les légendes médiévales et la tradition pseudo historique irlandaise un Ard ri Erenn.

## Règne
Fíachu Findoilches succède sur le trône à son oncle Géde Ollgothach, qu'il a tué selon certaines versions de la tradition. Son surnom « findoilches » signifie « blanc ou juste caché », bien que certaines sources le nomment « Fíachu Cendfinnán» (« petit blanc/ tête blonde »), peut-être par confusion avec un précédent roi  homonyme des Fir Bolg, Fiacha Cennfinnán. La tradition indique encore que sous son règne tous les bovins et toutes les fleurs  d'Irlande avaient des têtes blanches et qu'il exigeait une taxe sur les bovins à tête blanche
Il est réputé être le fondateur de Kells , (Comté de Meath). il est également considéré comme le premier  roi sous le règne duquel des puits ont été creusés en Irlande  mais  pendant lequel les céréales ne sont pas restées sur leur tige. IL règne 20 ou 30 ans  avant d'être tué par Berngal le fils de Géde Ollgothach qui voulait venger son père. La chronologie de Geoffrey Keating Foras Feasa ar Éirinn date son règne de 863-833 av. J.-C. et les Annales des quatre maîtres  de 1231-1209 av. J.-C.

## Source
- (en) Cet article est partiellement ou en totalité issu de l’article de Wikipédia en anglais intitulé « Fíachu Findoilches » (voir la liste des auteurs), édition du 10 avril 2012.